# Y học giấc ngủ
Y học giấc ngủ, tiếng Anh là Sleep medicine là một chuyên khoa dành cho việc chẩn đoán và điều trị các rối loạn giấc ngủ.

## Phạm vi
Phạm vi Y học giấc ngủ bao gồm một loạt các rối loạn rất đa dạng của giấc ngủ, trong đó có nhiều biểu hiện tương tự như các triệu chứng buồn ngủ ban ngày quá mức, mất ngủ chứng ngưng thở khi ngủ, chứng ngủ rũ, hội chứng Kleine-Levin.
Mất ngủ là triệu chứng có thể do nhiều nguyên nhân về thể chất và tinh thần.